# Ла Въркин
Ла Въркин (на английски: La Verkin) е град в окръг Уошингтън, щата Юта, САЩ. Ла Въркин е с население от 3392 жители (2000) и обща площ от 41,8 km². Намира се на 973 m надморска височина. ЗИП кодът му е 84745, а телефонният му код е 435.